# Castello di Flers
Il castello di Flers (in francese château de Flers) è un castello situato a Villeneuve-d'Ascq nel dipartimento del Nord in Francia. È stato costruito nel 1661. La sua architettura è tipica dell'architettura rurale fiamminga del XVII secolo. Ospita un museo e l'ufficio turistico della città. È classificato come Monumento storico di Francia.